# Нефедьев (лунный кратер)
Кратер Нефедьев (лат. Nefedʹev) — крупный ударный кратер в южной приполярной области обратной стороны Луны. Название присвоено в честь советского астронома Анатолия Алексеевича Нефедьева (1910—1976) и утверждено Международным астрономическим союзом 22.01.2009 г. 

## Описание кратера
Ближайшими соседями кратера являются кратер Брауде на западе-северо-западе; кратер Вихерт на северо-западе; кратеры Идельсон и Гансвиндт на востоке и кратер Шрёдингер на юге. Селенографические координаты центра кратера 81°04′ ю. ш. 135°46′ в. д. / 81,07° ю. ш. 135,77° в. д., диаметр 52,9 км, глубина 2,4 км.
Кратер Нефедьев имеет полигональную форму, практически полностью разрушен и трудно различим на фоне окружающей местности.  Вал сохранился лишь в южной части. Объем кратера составляет приблизительно 2300 км³. Дно чаши пересеченное, в центре чаши расположено удлиненное понижение местности.

## Сателлитные кратеры
Отсутствуют.